# 正七位
正七位（日语：／*/?），為日本官階的一種。位於從六位之下、從七位之上。
大寶元年（701年）大寶律令確定該位階。律令制又將之分為正七位上和正七位下。明治時代初期太政官制取消其上下之別，與神祇官的權大史、太政官的權少史相當。
昭和21年（1946年）停止授予生者此位階。與文官中的高等官6等（警視等）、武官中的大尉的初叙位階相當。省廳的地方派出機構的課長、警視會在死後給予正七位。

## 外部連結
- 位階令 （日語） - 法令データ提供システム
- 官位相当表 （日語） - 国立国会図書館近代デジタルライブラリー